# Martino Aliprandi
Martino Aliprandi (... – 1341) è stato un giurista italiano, del XIV secolo.

## Vita

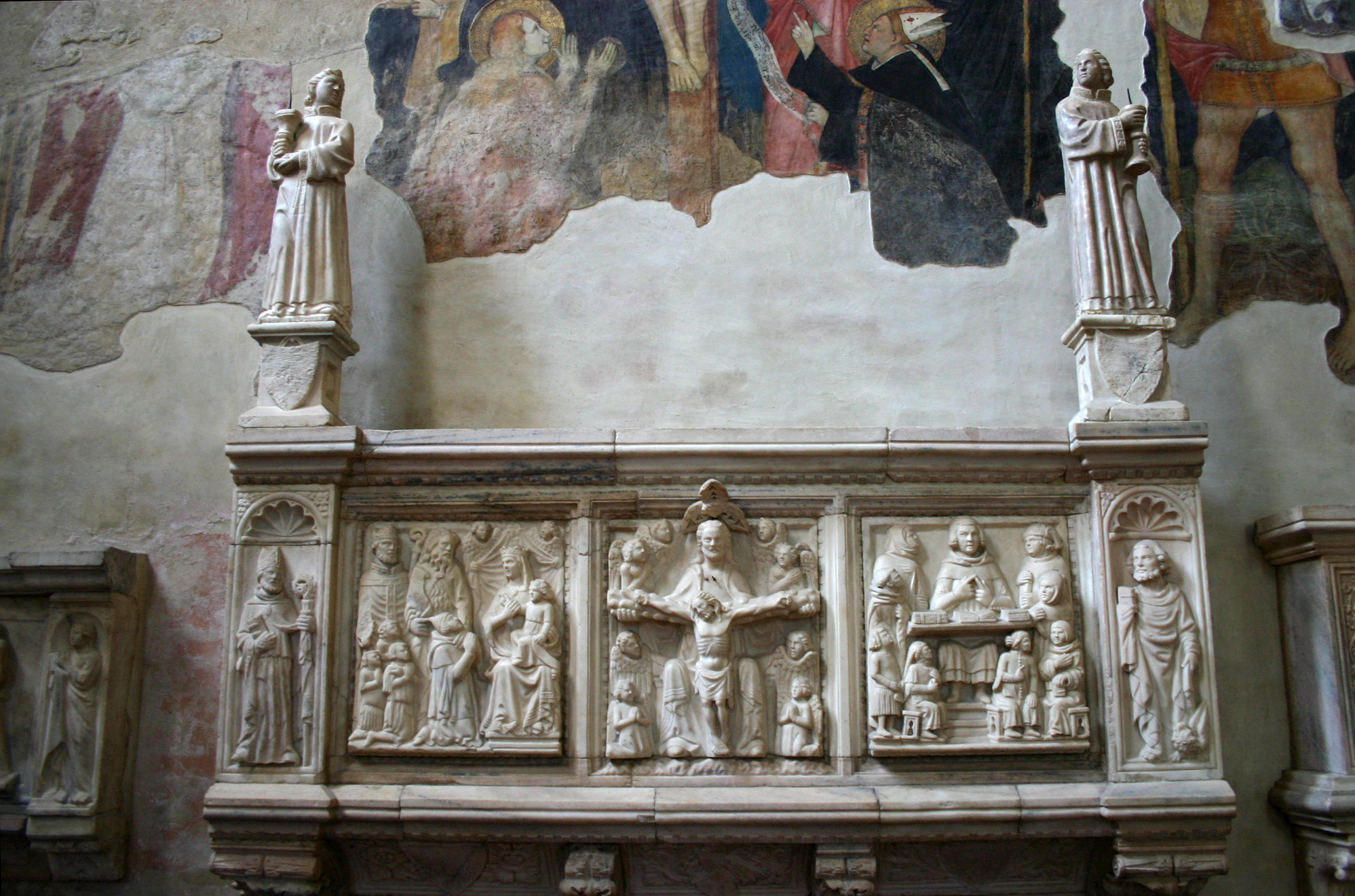
Arca di Martino Aliprandi (+1339), Milano, chiesa di San Marco

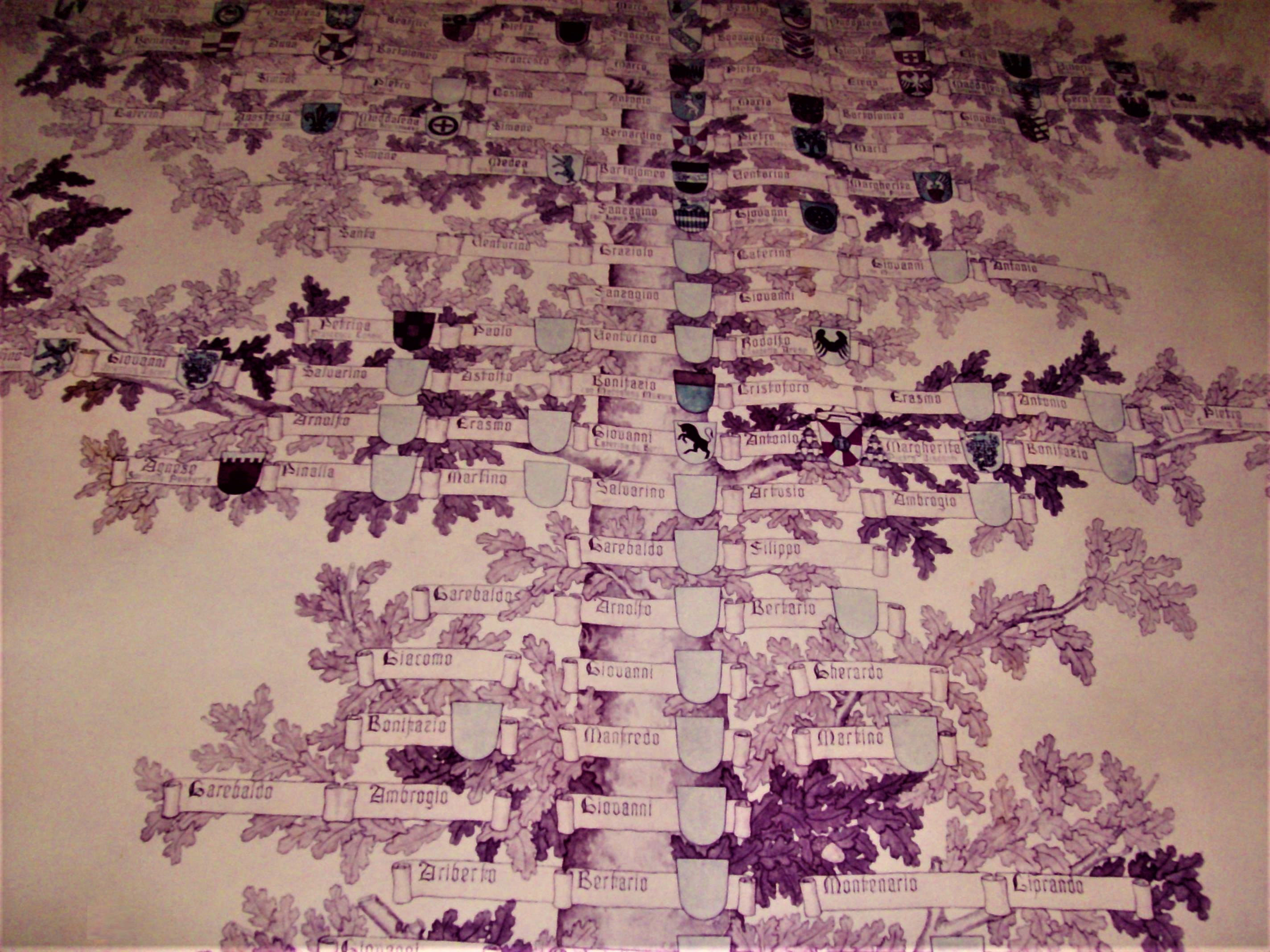
Genealogia del casato degli Aliprandi Fanzago dove figura anche Martino Aliprandi

Figlio di Rebaldo, apparteneva ad una delle famiglie più importanti di Monza, ma residente in Milano.
Fratello di Pinalla e di Salvarino, fu giurista in Milano. Fu collaboratore di Azzone e Giovanni Visconti per cui rivestì incarichi diplomatici.
Organizzò, con il fratello Pinalla, una vittoriosa resistenza dei monzesi contro l'imperatore Ludovico IV. Dopo essere stato invitato da Azzone come oratore all'ambasceria spedita nel 1332 ad Avignone dal Pontefice Giovanni XXII, fu Podestà dal 1334 al 1336 sempre a Monza, ove curò la costruzione delle mura e fortificò la rocca, e quindi nel 1337-1338 a Piacenza.
Dopo la morte di Azzone Visconti (16 agosto 1339) Pinalla Aliprandi fu tenuto in disparte da Luchino ed entrò a far parte della congiura ordita nel 1341 contro costui dai Pusterla e da altri nobili milanesi. Scoperta la congiura, Pinalla, e con lui il fratello Martino, fu arrestato, torturato e fatto morire di fame.
Martino fu sepolto nella cappella di famiglia nella Chiesa di San Marco di Milano; la sua arca sepolcrale è un esempio di scultura funeraria della metà del XIV secolo.